# Marionina brevis
Marionina brevis is een ringworm uit de familie van de Enchytraeidae. De wetenschappelijke naam van de soort is voor het eerst geldig gepubliceerd in 1972 door Finogenova.